# Arbayistan
Arbayistan és el nom equivalent a Mesopotàmia que portava aquesta regió en temps de l'Imperi Sassànida. La població la formaven àrabs, arameus, jueus, armenis i iranians. El nom fou donat segurament pels àrabs.
Econòmicament era una terra relativament pobre on la terra no produïa com la veïna província del sud, Asoristan, que també en taxes aportava més, encara que en part degut a les duanes marítimes. La base econòmica de l'Arbayistan era les taxes pel comerç a les caravanes i mercaders, a la duana establerta en un lloc proper a Zeugma (la ruta de la seda passava per Zeugma, situada al límit de la província, però fora del seu territori), i al trànsit comercial pels rius.
La província és esmentada en una inscripció de Sapor I i correspondria a la part nord de Mesopotàmia sense Osroene i tenia al sud la província d'Asoristan (iniciada a partir d'una línia entre Anata i Takrit), a l'oest la regió d'Amida i a l'est la de Singara (Sindjar) i la província d'Adiabena (Nodshirakan); al sud-oest tenia els rius Khabur i Dura, i al nord Armènia; sembla que incloïa els districtes de Sofene, Arzanene i Corduena. En siríac el nom era Bet Arbaye però aquest nom al mateix temps designava també una petita comarca del nord-est de Mesopotàmia a l'entorn de Tella.
La capital no està clara; les ciutats principals foren Amida, Nísibis (que fou cedida pels romans al tractat de pau del 363), Singara i Hatra (poblada per àrabs i conquerida per Sapor I el 240/241 quan encara era el príncep hereu).
La província estava fortificada a la zona de l'Eufrates i fou escenari de diverses guerres entre romans i després romans d'Orient i els sassànides. Fou dominada fàcilment pels musulmans quan van iniciar la seva expansió.